# Leptochilus californicus
Leptochilus californicus är en stekelart som beskrevs av Parker 1966. Leptochilus californicus ingår i släktet Leptochilus och familjen Eumenidae. Inga underarter finns listade i Catalogue of Life.